# Il peccato degli anni verdi
Il peccato degli anni verdi è un film del 1960 diretta da Leopoldo Trieste.
Commedia dai toni romantici girata negli stabilimenti Luce, venne dapprima annunciata col titolo L'assegno, ma già alla rappresentazione al Festival di Locarno nel luglio 1960 il regista decise di cambiare il titolo per evitare la confusione col film La cambiale, nelle sale in quel periodo.

## Trama
Uscita da un collegio di suore a Como, la diciassettenne milanese Elena Giordani riesce a convincere i suoi genitori a farle trascorrere le vacanze estive insieme con l'amica genovese Diana D'Aquino nella sua villa di Rapallo.
Diana approfitta della presenza di Elena, per distrarre il giovane industriale milanese, Paolo Donati, che sta provando a corteggiare sua madre. Dopo un paio di incontri organizzati da Diana, Paolo invita Elena ad una gita sul suo panfilo.
Dopo una passeggiata a Portofino, dove incontrano Martina, una turista olandese, l'inesperta Elena subisce il fascino di Paolo e in breve tempo se ne innamora. Pensando di cominciare una grande storia d'amore, si lascia sedurre e rimane incinta.
Tornati a Milano, Elena si accorge che Paolo è diventato distaccato e considera la loro soltanto un'avventura estiva ormai finita. Anche dopo essere venuto a conoscenza della gravidanza, Paolo rimane freddo e suggerisce perfino ad Elena di abortire.
Per questo, più per impulso che per convinzione, Elena decide di chiedergli del denaro, per evitare di denunciarlo per aver sedotto una minorenne. Paolo accetta e le consegna un assegno che Elena non incasserà mai.
I genitori cercano di convincere i due ragazzi a rimettersi insieme per dare al nascituro una famiglia. Ma Paolo ha cominciato una nuova storia con Martina, la turista olandese conosciuta in vacanza, ed Elena ha capito che non può sposarsi con un uomo solo per necessità, come aveva fatto anni prima sua madre accettando un matrimonio di interesse.
Così Elena decide di partorire da sola e crescere il bambino con l'aiuto di sua madre.

## Produzione
Il soggetto del film arrivò a Leopoldo Trieste in modo del tutto fortuito. In un bar di Pisa, in compagnia di Totò e Gino Cervi durante la pausa della lavorazione del film Il coraggio gli si avvicina una ragazza, Lucia, che chiede un autografo "all'autore Trieste, non all'attore", decisa inoltre a confidare una storia da lei vissuta, la storia di un assegno. Trieste le chiese il permesso di trarre da quella storia un soggetto cinematografico, proponendole di dividere a metà il guadagno prodotto da esso.
Il produttore Carlo Ponti era intenzionato a dare il ruolo da protagonista a Jacqueline Sassard, mentre il regista aveva scelto Carla Gravina.

### Film apolide
La commissione di revisione cinematografica nega al film il certificato di nazionalità italiana, come da legge, poiché oltre i due terzi dei protagonisti sono di nazionalità non italiana. Essendo di fatto un film apolide vengono negati tutti i benefici legislativi previsti, figurandosi verso gli esercenti un invito alla non distribuzione, avendo così una distribuzione estremamente limitata.

## Accoglienza

### Critica
(Gaetano Carancini su La Voce Repubblicana, 22 gennaio 1961)
(Paolo Mereghetti su Il Mereghetti)